# День знамени Оборонительных сил Финляндии
День знамени Оборонительных сил Финляндии (фин. Puolustusvoimain lippujuhlan päivä) — общегосударственный праздник в Финляндии, отмечаемый ежегодно 4 июня в день рождения известного финского полководца Карла Густава Маннергейма (1867—1951).
В качестве праздничного атрибута предписано вывешивать национальный флаг Финляндии.

## История
Праздник в качестве официального установлен на всей территории Финляндии начиная с 1942 года. В этот день традиционно проводится военный парад, а также вручаются военные награды и присваиваются воинские чины офицерам и резервистам.
С 2015 года всем военным разрешено (по предварительному уведомлению) не посещать в этот день церковное богослужение (ранее от участия в службе могли официально отказаться лишь не состоящие в церковном реестре военнослужащие).

## Парады
Место проведения военных парадов, на которых традиционно присутствует президент Финляндии:

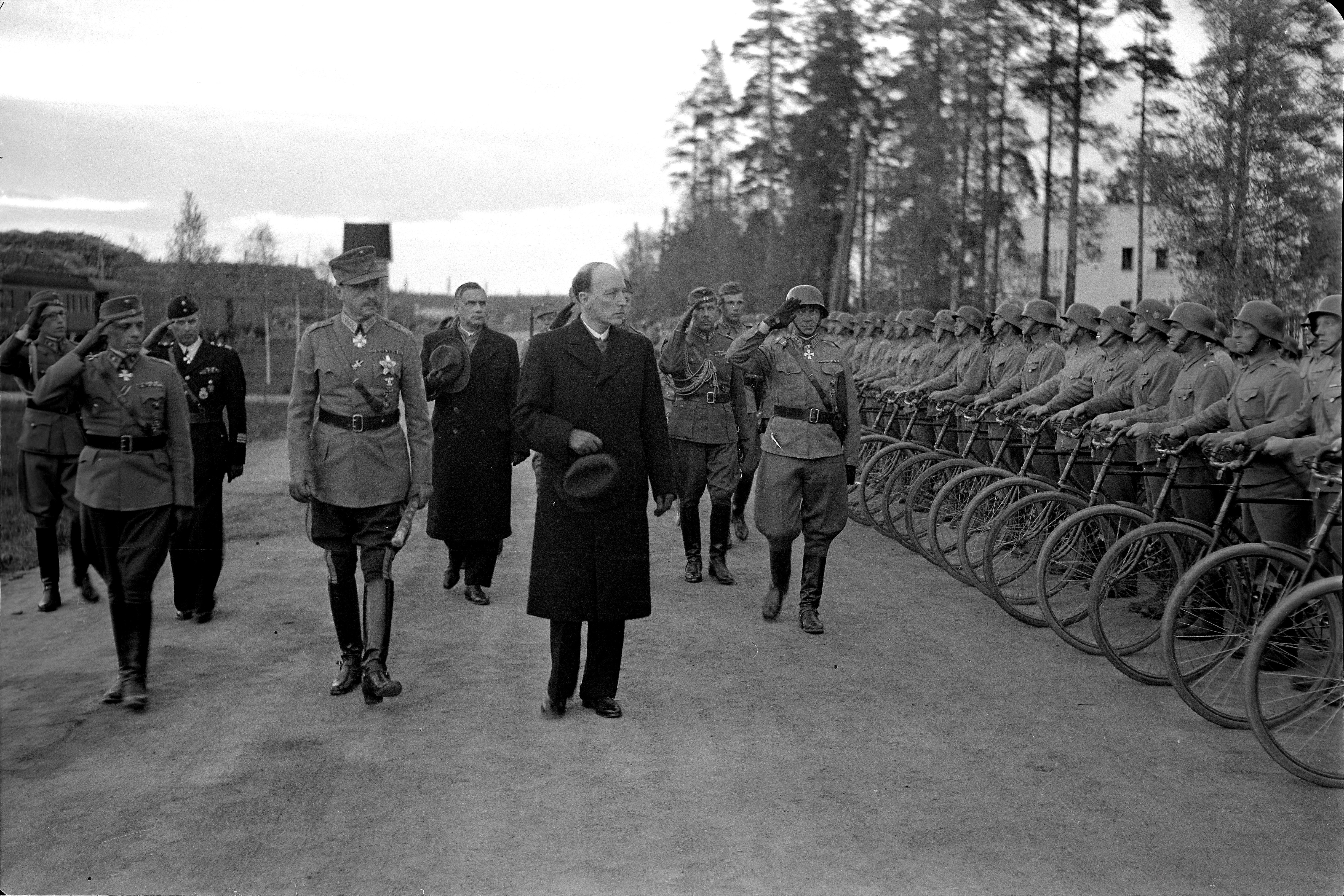
Маршал Карл Густав Маннергейм и президент Финляндии Ристо Рюти на параде 4.6.1944 в Энсо в честь Дня знамени Оборонительных сил

| - 1952—2001 — Хельсинки - 2002 — Куопио - 2003 — Хамина - 2004 — Тампере - 2005 — Оулу - 2006 — Вааса - 2007 — Хельсинки - 2008 — Миккели - 2009 — Пори | - 2010 — Котка - 2011 — Рованиеми - 2012 — Хельсинки - 2013 — Экенес, Расеборг - 2014 — Лаппеэнранта - 2015 — Оулу - 2016 — Турку - 2017 — Хельсинки - 2018 — Сейняйоки |  |